# Pierre Lebreton
Pour les articles homonymes, voir Lebreton.
Pierre Lebreton (né le 30 mars 1990 à Rouen) est un coureur cycliste français. Médecin hématologue à Rouen, il est également docteur au MPCC,.

## Biographie
Pierre Lebreton commence à se consacrer au cyclisme à l'âge de quatorze ans. Il prend sa première licence à l'UC Vallée de la Risle, où il court pendant huit ans.  
En 2011, il se classe notamment troisième du Chrono des Nations dans la catégorie espoirs (moins de 23 ans). Lebreton est ensuite recruté en 2013 par le Peltrax-CS Dammarie-lès-Lys, qui évolue en division nationale 1. Il ne délaisse pas pour autant ses études de médecine. À 22 ans, il se révèle chez les amateurs en obtenant six victoires, dont une difficile étape du Tour de la Dordogne. Il s'impose par ailleurs sur le Tour de Guadeloupe, inscrit au calendrier de l'UCI Europe Tour. 
Après deux saisons passées à l'USSA Pavilly Barentin, il est recruté en 2017 par le CM Aubervilliers 93, alors réserve de l'équipe HP BTP-Auber 93. Malgré quelques résultats, il ne parvient pas à décrocher un contrat professionnel. Il continue toutefois la compétition en 2019, et décide de faire son retour à l'USSA Pavilly Barentin. 

## Palmarès
- 2011
  - 3e du Chrono des Nations espoirs
- 2012
  - 3e du Chrono de Tauxigny
- 2013
  - Prix de Paris 14e
  - 2e étape du Tour de la Dordogne
  - Souvenir Sylvain-Eudeline
  - Classique de l'Eure
  - Classement général du Tour de Guadeloupe
  - Grand Prix de Guerville
  - 2e du Circuit des Remparts
  - 2e du Chrono de Tauxigny
- 2014
  - Grand Prix de Meaux
  - 2e du Chrono de Tauxigny
  - 3e de la Ronde du Pays basque
  - 3e d'À travers le Pays Montmorillonnais
- 2015
  - Grand Prix de Luart
  - Grand Prix de Gommegnies
  - 2e du Trio normand
  - 3e du Grand Prix de Luneray
- 2016
  - Champion de Normandie du contre-la-montre
  - Circuit des Remparts
  - 3e du Trio normand
- 2017
  - Powerade Chrono Classic
  - 3e du Grand Prix Christian Fenioux
- 2019
  - Champion de Normandie du contre-la-montre
  - Grand Prix de Trévières
  - 3e du Tour du Périgord
  - 3e des Boucles de l'Austreberthe
- 2021
  - 2e du Trio normand
  - 2e du championnat de Normandie du contre-la-montre par équipes
- 2022
  - 3e du Trio normand

## Classements mondiaux
| Année           | 2013 |
| --------------- | ---- |
| UCI Europe Tour | 198e |